# Голендзьке
Голендзьке (пол. Golędzkie) — село в Польщі, у гміні Опорув Кутновського повіту Лодзинського воєводства.
Населення — 129 осіб (2011).
У 1975-1998 роках село належало до Плоцького воєводства.

## Демографія
Демографічна структура станом на 31 березня 2011 року:
|          | Загалом | Допрацездатний вік | Працездатний вік | Постпрацездатний вік |
| -------- | ------- | ------------------ | ---------------- | -------------------- |
| Чоловіки | 71      | 19                 | 45               | 7                    |
| Жінки    | 58      | 8                  | 33               | 17                   |
| Разом    | 129     | 27                 | 78               | 24                   |